# Henri Farré
Henri Farré (1871-1934) était un peintre et aviateur de la Première Guerre mondiale. 

## Biographie
Né à Foix en Ariège le 31 juillet 1871, fils de Michel époux de Marie Monnet, il rejoint la France alors qu'il se trouvait à Buenos Aires lors de la mobilisation. Il devint peintre officiel des armées spécialisé dans la peinture aéronautique (peintres de l'air) sur la nomination de général Niox, il était aussi pilote observateur.
Il est peintre officiel de la Marine en 1910.
Il a exposé ses tableaux aux États-Unis comme outil de propagande en faveur des armées occidentales et des aviateurs célèbres. Il avait réalisé plus de deux cent cinquante œuvres dont des portraits de pilotes. Il fut décoré de la Légion d'honneur et de la Croix de guerre 14-18. Médaille d'or du Salon de Paris de 1934 pour son tableau représentant ses quatre fils morts à la guerre.
Il meurt le 7 octobre 1934 à Chicago.

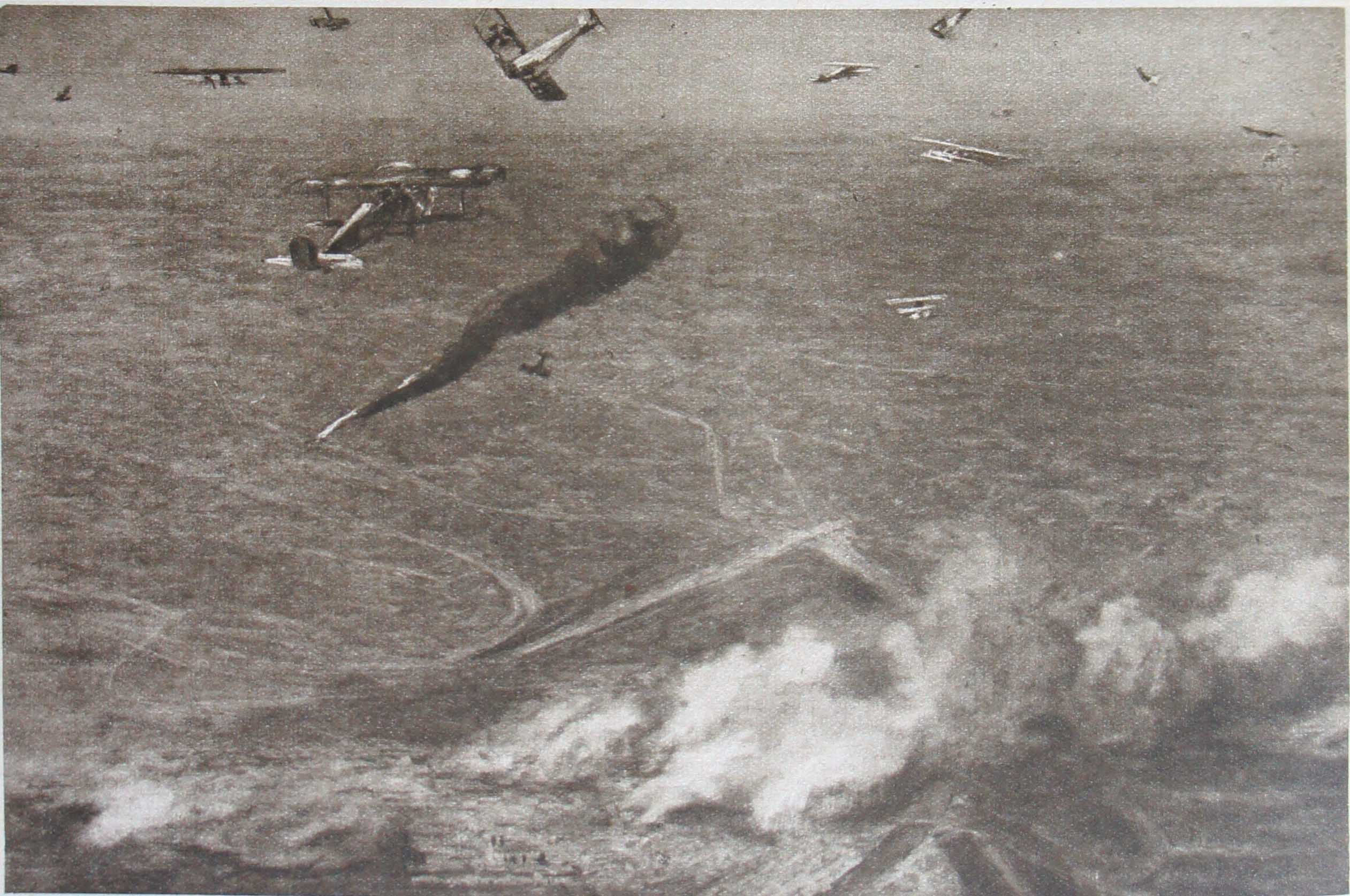
Publié dans Le Miroir dessin d'une action devant Verdun.
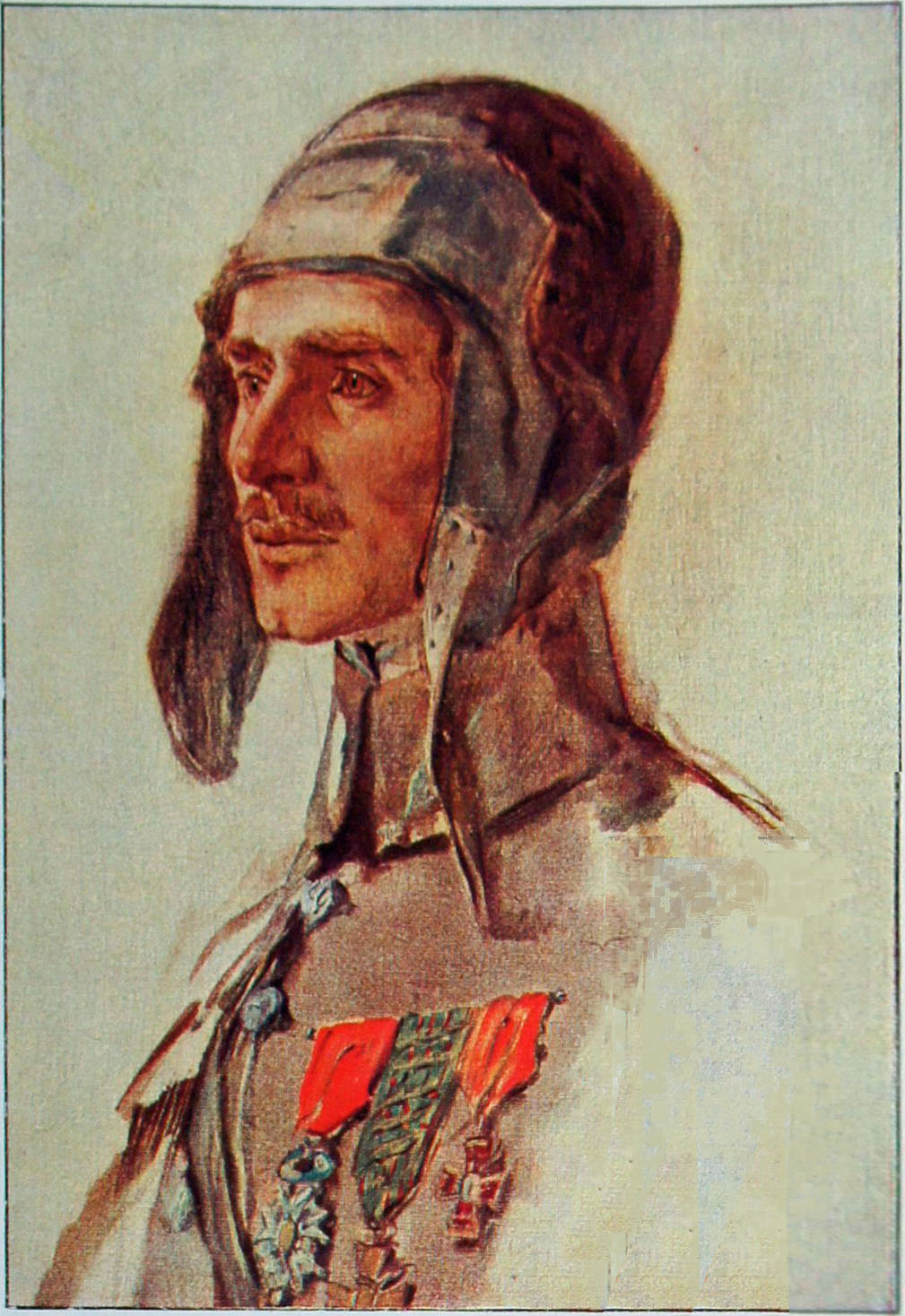
Dessin de l’aviateur Roeckle.
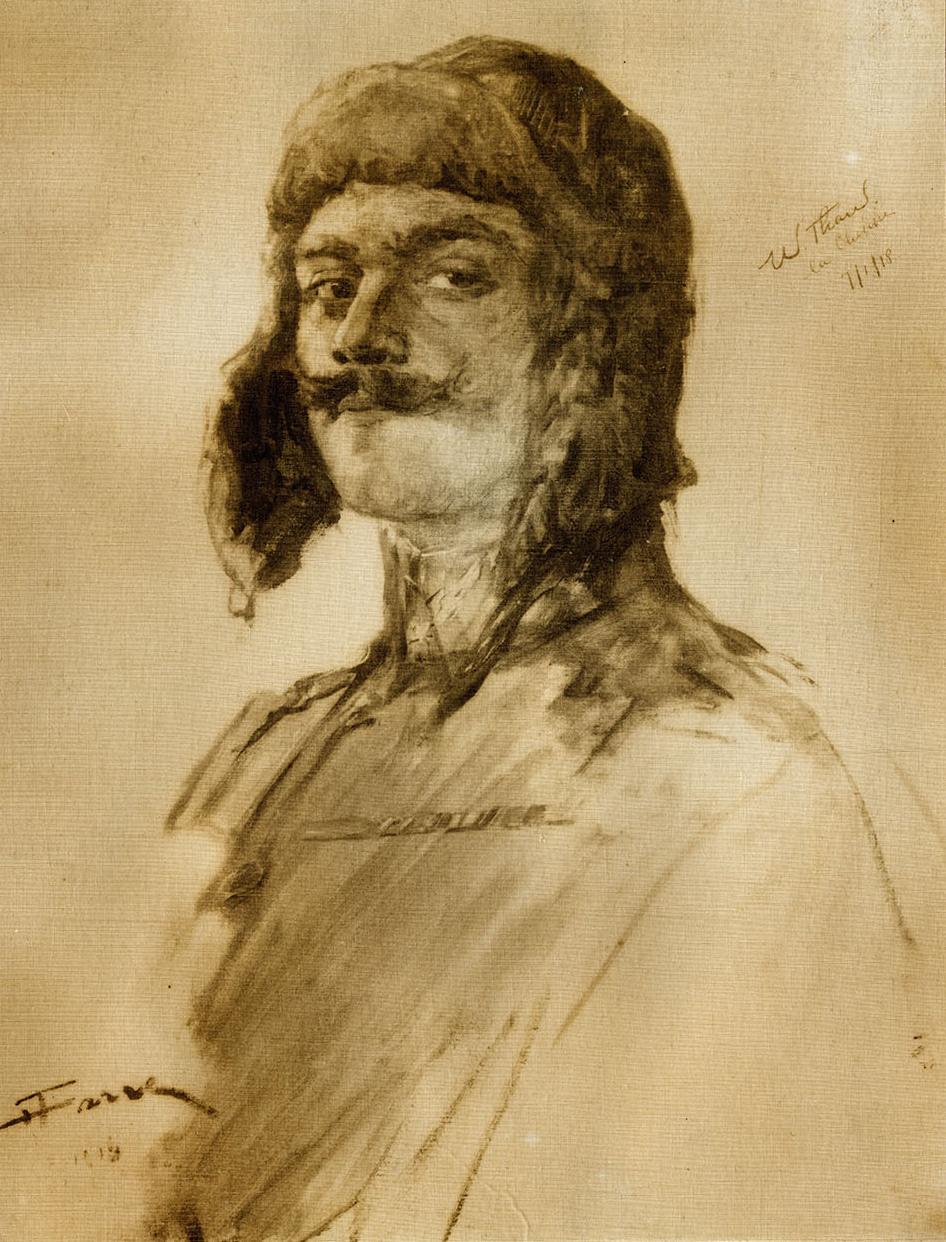
William Thaw par Farré.
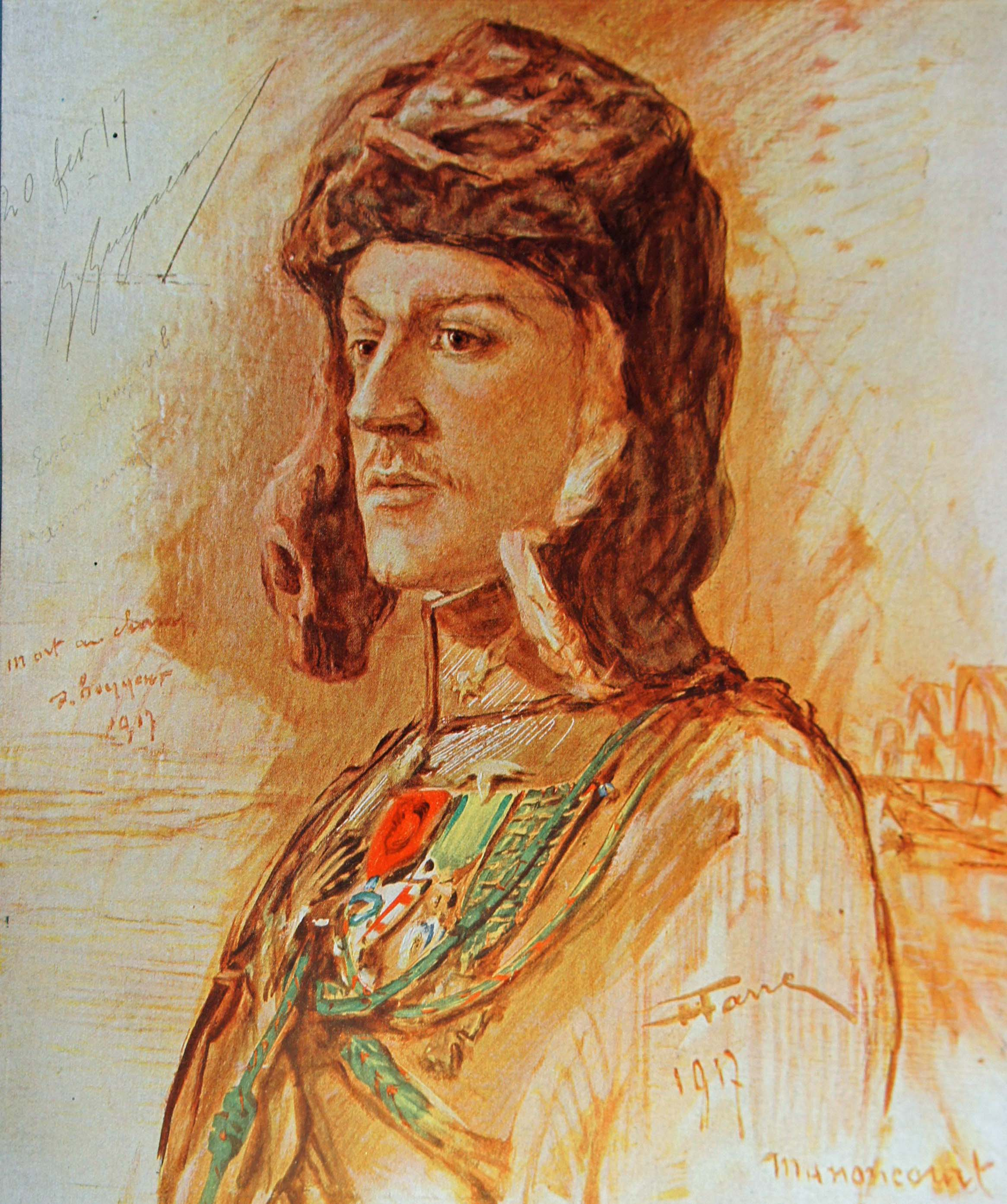
Georges Guynemer par Farré.
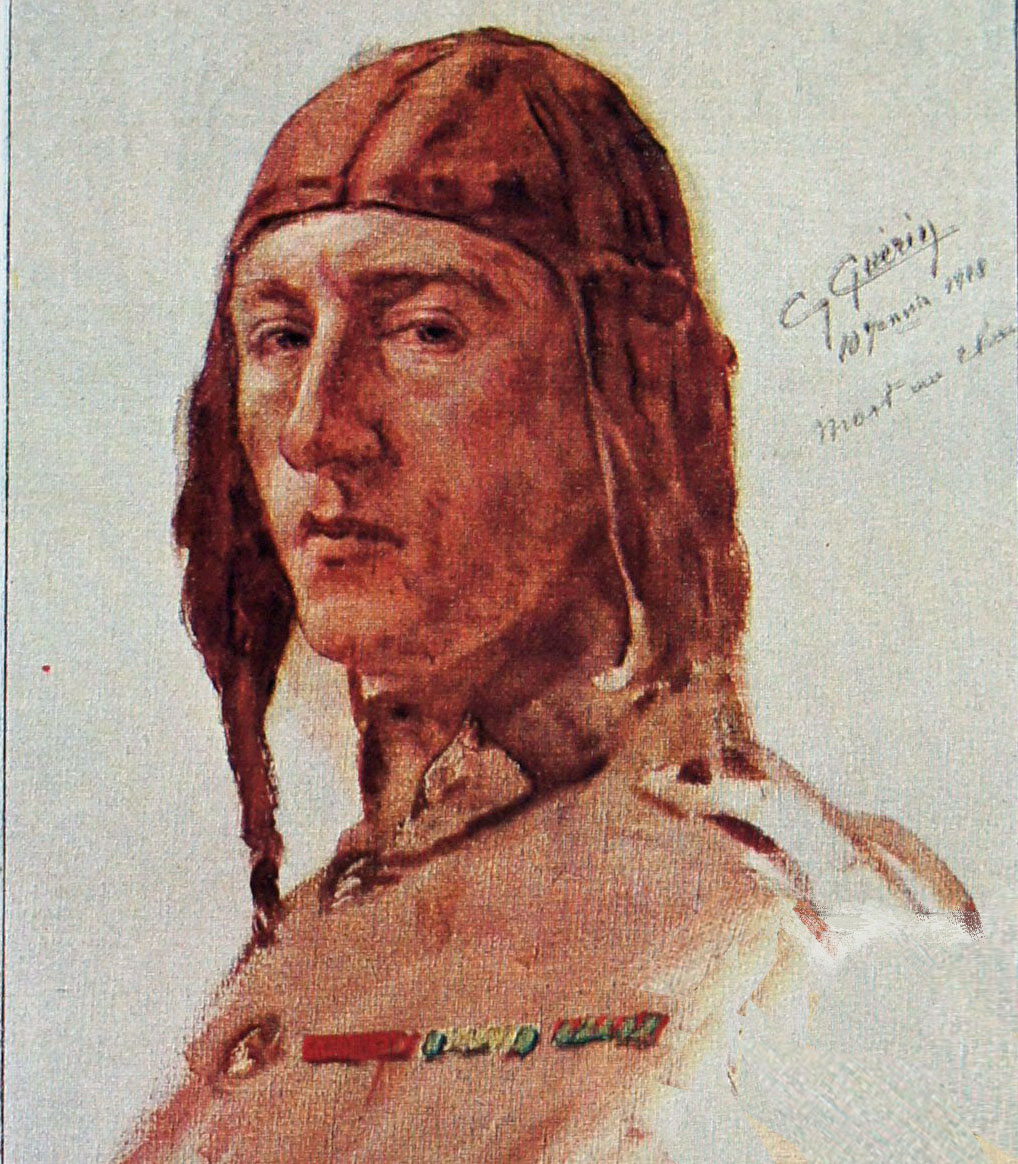
Gabriel Guérin par Farré.
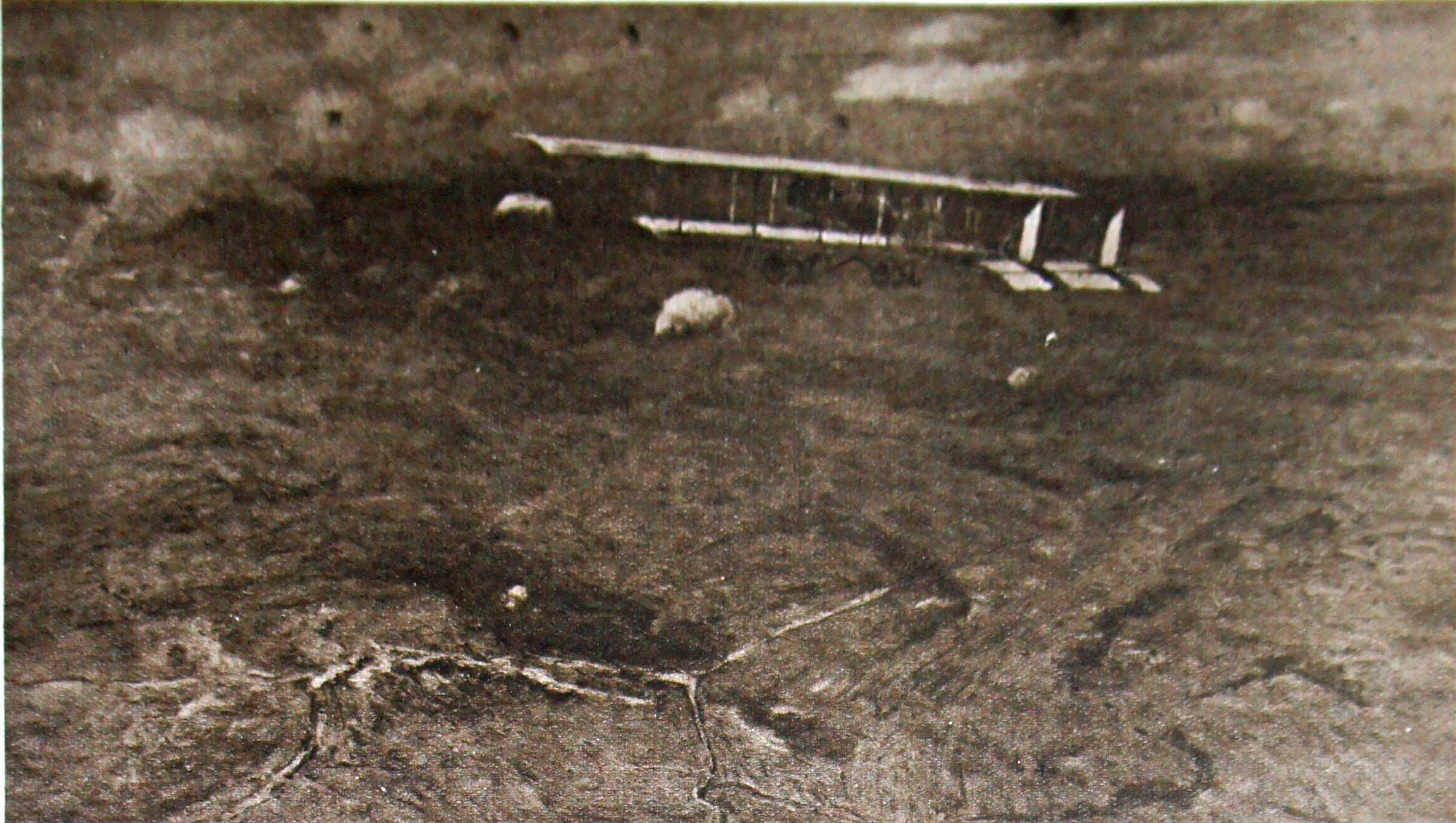
Publié dans Le Miroir no 148.
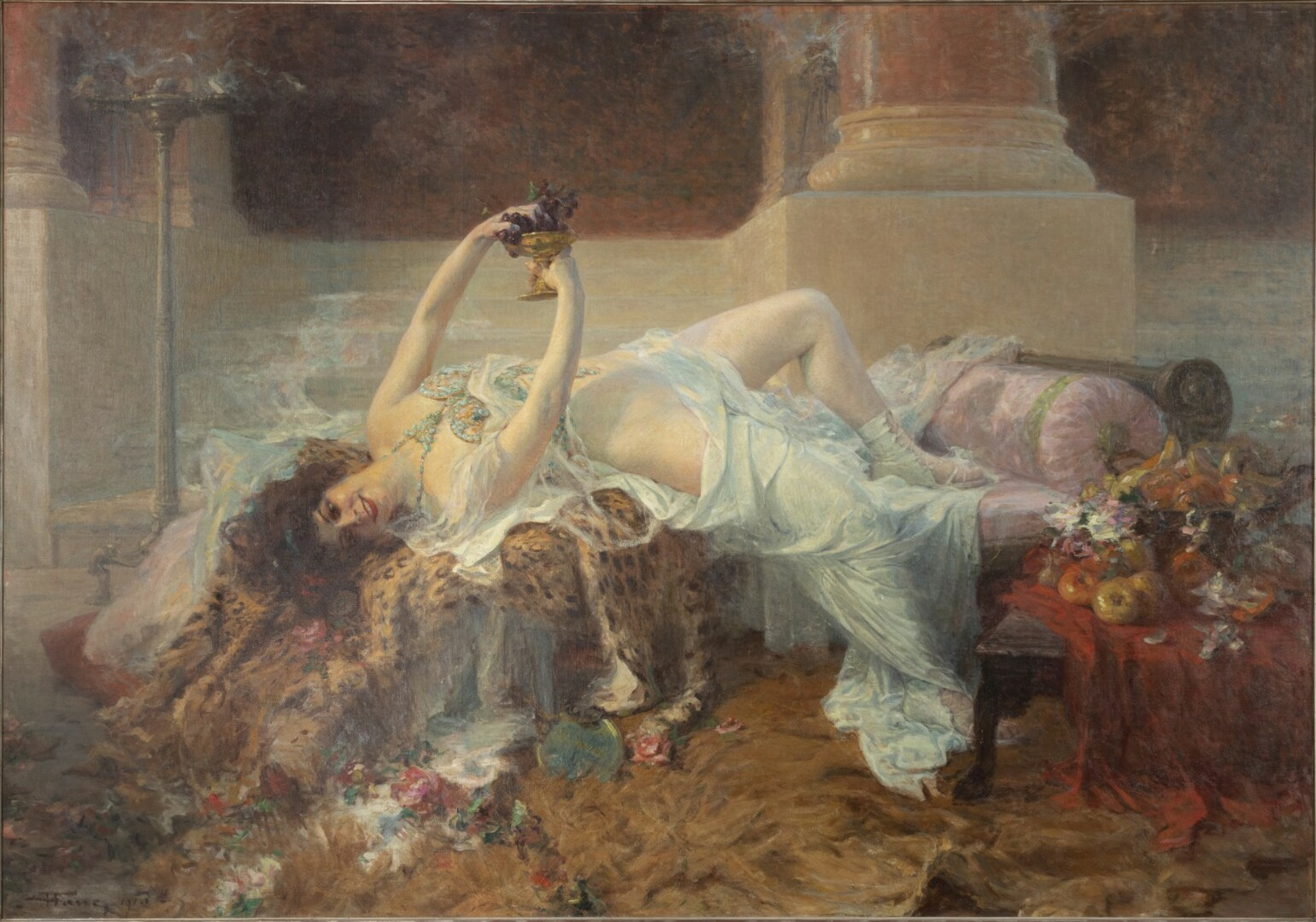
Régina Badet (1876-1949).